# Rachim Czachkijew
Rachim Rusłanowicz Czachkijew (ros. Рахим Русланович Чахкиев; ur. 11 stycznia 1983 w Tobolsku) – ingusko-rosyjski bokser, mistrz olimpijski i wicemistrz świata w wadze ciężkiej. Aktualny mistrz Europy federacji EBU kategorii junior ciężkiej od 24 października 2014 roku.
Największym sukcesem zawodnika jest złoty medal igrzysk olimpijskich w Pekinie w kategorii ciężkiej (do 91 kg).

## Kariera zawodowa
Od lipca 2009 roku walczy zawodowo w wadze juniorciężkiej. 21 czerwca 2013 w Moskwie przegrał z Krzysztofem Włodarczykiem w ósmej rundzie przez nokaut. 5 października 2013 w Moskwie, Czachkijew pokonał w dziesiątej rundzie przez nokaut Rumuna Giuliana Ilie. 15 marca 2014 w Moskwie zwyciężył w dziewiątej rundzie przez techniczny nokaut Fina Juho Haapoje. 30 maja 2014 w Moskwie Rachim pokonał na jednogłośnie na punkty Kolumbijczyka Santandera Silgado. 24 października 2014 w Moskwie wygrał przed czasem w czwartej rundzie z Giacobbem Fragomeni oraz także w czwartej z Jacksonem Juniorem (28 listopada 2014). 10 kwietnia 2015 w Moskwie znokautował rodaka Walerego Brudowa (42-6, 28 KO) w czwartej rundzie. 22 maja 2015 w Moskwie znokautował w ósmej rundzie Amerykanina Juniora Anthony’ego Wrighta (13-1-1, 11 KO). 4 listopada 2015 w Kazaniu przegrał w walce o mistrzostwo świata organizacji IBO oraz eliminatorze do walki o mistrzostwo świata federacji IBF, przez nokaut w piątej rundzie z Brytyjczykiem Oli Afolabim (21-4-4, 10 KO).